# Cassissuchus
Cassissuchus is een geslacht van uitgestorven kleine krokodilachtigen (in de zin van een clade die moderne krokodilachtigen en hun naaste fossiele verwanten bevat). Binnen het geslacht is slechts de soort Cassissuchus sanziuami benoemd, beschreven in 2017 door Ángela Delgado Buscalioni. Het behoort tot de familie Gobiosuchidae .

## Ontdekking
Het holotype van Cassissuchus sanziuami werd in 1992 gevonden bij La Cierva in de provincie Cuenca in Midden-Spanje, op de beroemde fossielhoudende vindplaats Las Hoyas in de geologische formatie van Huérguina, bestaande uit lacustriene kalksteen, daterend uit het Laat-Barremien, ongeveer 125 miljoen jaar geleden. Voordat het werd beschreven, stond het fossiel in sommige publicaties bekend als de 'Croco de las Hoyas'. In 2000 meldde Francisco Ortega de vondst terloops in de wetenschappelijke literatuur. In 2004 benoemde Ortega de vondst als de soort Chiquitosuchus sanzi in zijn dissertatie. Toen bleef het dus een ongeldige nomen ex dissertatione. Sinds 2008 was de dissertatie oproepbaar maar in een elektronische vorm zodat het naar de toenmalige normen nog steeds niet geldig gepubliceerd was.
Buscalioni besloot in 2017 een nieuwe soortnaam te geven: Cassissuchus sanziuami. De geslachtsnaam is afgeleid van het Latijn cassis, 'helm', een verwijzing naar het gewelfde schedeldak en het ontbreken van schedelvensters. De soortaanduiding eert zowel de paleontoloog José Luis Sanz als de Universidad Autónoma de Madrid (UAM) waar hij professor is.
Het holotype is MCCMLH 7991, een vrijwel volledig skelet met schedel dat alleen delen van de achterpoten mist. Toegewezen werd specimen MCCMLH 6508, een tweede skelet gevonden in 2012. Ortega wees in 2004 ook het in 1999 gevonden specimen MCMLH 9393 toe maar dat bestaat slechts uit een voet zonder diagnostische kenmerken en werd in 2017 buiten het hypodigma gehouden.

## Beschrijving
Cassissuchus is een zeer kleine crocodyliform (chiquito betekent 'klein' in het Spaans) met een zeer goed bewaard gebleven schedel van ongeveer 2,5 centimeter lang. De lichaamslengte van he holotype werd in 2017 geschat op twintig centimeter. Het toegewezen skelet is ongeveer tien centimeter lang.
Het beschreven fossiel heeft nieuwe informatie opgeleverd over de anatomie van de schouder- en bekkengordels en over de morfologie van de voorpoten bij de Gobiosuchidae.
Er werden verschillende onderscheidende kenmerken vastgesteld. Vijf daarvan zijn autapomorfieën, unieke afgeleide eigenschappen. In de oogkas bevindt zich een scleraalring. De scleraalring rust ten dele in een trog in het traanbeen. De achterste beennaad van het wenkbrauwbot loopt schuin, uitlopend in een scherpe naar voren gerichte punt. De binnenzijde van de tandkronen toont op het midden een verticale groeve. De osteodermen op de borstkas zijn gekield met overlappende beenplaten aan de buitenkant.
De snuit is kort. Er staan vier tanden in de praemaxilla en twaalf in het bovenkaaksbeen.

## Fylogenie
De fylogenetische analyse van Cassissuchus geeft aan dat hij behoort tot de monofyletische groep van de Gobiosuchidae, benoemd in 1972 door Halszka Osmólska. Hij is binnen deze 'familie' geplaatst als een zustergroep van de kleine clade bestaande uit de twee Chinese geslachten Gobiosuchus en Zaraasuchus.